# Omar Gauna
Omar Alberto Gauna (Capital Federal, Buenos Aires, Argentina; 31 de diciembre de 1969) es un exfutbolista argentino que se desempeñaba como mediocampista o volante; de sus pasos más destacables podemos citar el que tuvo por el Club Atlético Talleres y el Club Atlético Huracán.

## Trayectoria
Omar Gauna era una de las promesas del fútbol argentino. Cuando jugaba en las inferiores de Independiente, a principios de la década del 90, todos decían que podría llegar a ser un gran futbolista en el futuro. Buena parte de sus compañeros de camada cumplieron con el objetivo de afirmarse en Primera y triunfar en el fútbol grande. Como Javier Mazzoni, Daniel Garnero y Martín Ubaldi. Pero Gauna no lo logró. Tuvo pasos por equipos de Primera División como Club Atlético Talleres y el Club Atlético Huracán pero su carrera decayó y terminó su carrera en las divisiones de ascenso. 
Como entrenador, dirigió a Club Atlético Victoriano Arenas, cuando éste militaba en la  Primera D del fútbol argentino.

## Clubes
| Club                 | País      | Año       |
| -------------------- | --------- | --------- |
| El Porvenir          | Argentina | 1989-1990 |
| C.S. Dock Sud        | Argentina | 1991-1992 |
| C.A. Talleres        | Argentina | 1993-1995 |
| C.A. Huracán         | Argentina | 1995-1997 |
| C.A. Talleres        | Argentina | 1997-1998 |
| Argentino de Quilmes | Argentina | 1998-2000 |
| C.S. Dock Sud        | Argentina | 2000-2004 |
| C.A. Alvarado        | Argentina | 2004      |
| Juventud Unida (G)   | Argentina | 2005      |
| San Martín (Burzaco) | Argentina | 2005      |

Fuente